# Maciel Santos
Maciel Sousa Santos (Crateús, 21 de setembro de 1991) é um jogador de bocha paralímpico brasileiro.

## Biografia
Maciel começou a jogar bocha aos onze anos e já competia internacionalmente aos quatorze. Ele treina diariamente de seis a oito horas. Nos Jogos Paralímpicos de Verão de 2012 em Londres, conquistou a medalha de ouro ao se consagrar campeão na categoria individual BC2; na edição de 2020 em Tóquio conseguiu o bronze.